# كيفن كوسغروف
كيفن كوسغروف (بالإنجليزية: Kevin Cosgrove)‏ هو مدير أمريكي، ولد في 6 يناير 1955 في لونغ آيلند في الولايات المتحدة، وتوفي في 11 سبتمبر 2001 في 2 World Trade Center (1971–2001) ‏ في الولايات المتحدة.